# Schnell Verlag
Der Schnell Verlag wurde 1834 von Joseph Schnell als J. Schnellsche Buchhandlung, Druckerei und Verlag in Warendorf gegründet und besteht bis heute als Buchverlag.

## Geschichte
Von Beginn an war das Unternehmen zugleich Buchhandlung, Zeitungsverlag und Druckerei. Am 4. Oktober 1834 erschien die erste Ausgabe der Zeitung Warendorfer Wochenblatt. Diese erschien bis 1895 zwei Mal wöchentlich. Ab 1895 gab der „Verlag J. Schnellsche Buchhandlung“ die Zeitung Neuer Emsbote, die Volkszeitung für den Kreis Warendorf, für Telgte und Umgegend heraus. Aus ihr entwickelte sich eine Heimatzeitung, die noch heute als Warendorfer Lokalteil der Westfälischen Nachrichten existiert.
Seit den 1970er Jahren wandelte sich das Unternehmen unter Leitung des damaligen Inhabers Peter Salmann in einen reinen Buchverlag mit angeschlossener Buchhandlung. Seit 2015 ist der Schnell Verlag Teil der dienstleisten.de-Gruppe.

## Verlagsprogramm
Schwerpunkte des heutigen Verlagsprogrammes sind die Themen Kochen und Backen, Goethe und Weimar, Wilhelm Busch, sowie Regionalia und Plattdeutsch.
Werke von bekannten Autoren des Verlages sind:
- Frank Buchholz (Fernsehkoch):  "Johann Wolfgang von Goethes erotische Liebesspeisen"
- Marcello Fabbri (Sternekoch): "Auch ich in Arkadien".

Ulrich Gehre veröffentlichte im Schnell Verlag mehrere Bücher über Wilhelm Busch.